# Allison Mleczko
Allison Jaime Mleczko, född den 14 juni 1975 i Nantucket, Massachusetts i USA, är en amerikansk ishockeyspelare. År 1999 tilldelades hon utmärkelsen Patty Kazmaier Memorial Award för bästa kvinnliga collegespelare i ishockey i USA.
Hon tog OS-silver i damernas ishockeyturnering i samband med de olympiska ishockeytävlingarna 2002 i Salt Lake City.